# جوناثان غلازر
جوناثان غلازر (بالإنجليزية: Jonathan Glazer)‏ هو كاتب سيناريو وكاتب ومخرج بريطاني، ولد في 26 مارس 1965 في لندن في المملكة المتحدة.

## وصلات خارجية
- جوناثان غليزر على موقع IMDb (الإنجليزية)
- جوناثان غليزر على موقع مونزينجر (الألمانية)
- جوناثان غليزر على موقع ألو سيني (الفرنسية)
- جوناثان غليزر على موقع ميوزك برينز (الإنجليزية)
- جوناثان غليزر على موقع أول موفي (الإنجليزية)
- جوناثان غليزر على موقع قاعدة بيانات الأفلام السويدية (السويدية)
- جوناثان غليزر على موقع ديسكوغز (الإنجليزية)
- جوناثان غليزر على موقع قاعدة بيانات الفيلم (الإنجليزية)
- جوناثان غليزر على موقع كينوبويسك (الروسية)